# André Ferré
Pour les articles homonymes, voir Ferré.
 (décembre 2018).
Œuvres principales
- Chants du regret et de l'espoir (1950)
- Contes, légendes et paysages du Val d'Aoste (1953)
- Poésie en patois de Saint-Vincent (1967)

André Élisée Ferré (né à Saint-Vincent le 2 février 1904, mort en 1954) est un poète valdôtain auteur d'une œuvre en francoprovençal valdôtain et en français.

## Biographie
André Ferré naît à Saint-Vincent de l'horloger François et de Marie-Philomène Camos. Il fait son service militaire dans la marine à La Spezia en 1924/1926.
Il enseigne ensuite dans les écoles supérieures à Aoste et Turin et part ensuite pour l'Orient à Tripoli au Liban de 1934 à 1938, puis dans des écoles italiennes en France, à Toulouse (1938-1940), Menton (1940-1941) et Nancy (1942-1943), et dans des écoles élémentaires de Portici en 1941 et Split en 1941-1942. Le 11 novembre 1943, il obtient sa maitrise en langues et littératures européennes à l'université de Venise avec une thèse sur « Baudelaire et la prose d'art ». C’est à cette époque qu’il compose ses plus importantes œuvres, publiées à titre posthume par René Willien en 1967 dans le recueil « Poésie en patois de Saint-Vincent ».
Après son retour en Vallée d'Aoste, il enseigne au lycée d'Aoste comme professeur de français, tout en conservant son intérêt pour le valdôtain. Pendant cette période, il devient jusqu'à sa mort le directeur responsable de la revue « Le Flambeau ». Il est également l’un des principaux membres du « Cercle de Culture Valdôtaine », fondé en 1947 par le chanoine Joseph Bréan et est admis à l'Académie Saint-Anselme le 10 juin 1948. Une violente polémique l'opposa alors au professeur Jules Brocherel, qui avait déchiré le Flambeau dès sa première parution et accusé ses collaborateurs d'incompétence et de superficialité.
À Saint-Vincent, il constitue avec ses amis Vincent Gorris (1895-1955) et Antoine-Jacques de Petro (1880-1958) un groupe informel de poètes en dialecte local dénommé  « No sein de Sein-Vinsein » qui reçoit le surnom des « Trois Mosquetaires du Patois ».
André Ferré cependant est connu surtout pour ses œuvres en langue française, de recueils de poèmes et des ouvrages d'illustration de la culture valdôtaine.
Sa poésie s'approche du style des poètes maudits et de Paul Verlaine en particulier, découvrant une âme inquiète toujours partagée entre le désir d'évasion vers le rivadzo louéntèn et le besoin de s'ancrer quelque part, dans lo pais de notres dzèn (= au pays de nos chers).

## Ouvrages
- Chants du regret et de l'espoir (1950)
- Manuel d'histoire et de géographie du Val d'Aoste (1951)
- Contes, légendes et paysages du Val d'Aoste (1953)
- Poésie en patois de Saint-Vincent (1967)